# Dau-Lelo
Dau-Lelo (Daulelo) ist eine osttimoresische Aldeia im Suco Manetú (Verwaltungsamt Maubisse, Gemeinde Ainaro). 2015 lebten in der Aldeia 397 Menschen.

## Geographie und Einrichtungen
Dau-Lelo liegt im Nordosten des Sucos Manetú. Westlich und südlich befindet sich die Aldeia Russulau und nördlich die Aldeia Boro-Ulo. Im Westen grenzt Dau-Lelo an das Verwaltungsamt Turiscai (Gemeinde Manufahi) mit seinem Suco Aitemua. Die Südgrenze Dau-Lelos bildet der Aicocai, ein Nebenfluss des Carauluns.
Der Ort Dau-Lelo bildet keine geschlossene Siedlung, sondern ist mehr eine Ansammlung mehrerer Weiler und einzelnstehender Häuser, die sich auf die ganze der Aldeia verteilen. Im Nordwesten steht die Kapelle von Dau-Lelo.